# アカデミー国際長編映画賞カンボジア代表作品の一覧
カンボジアは1994年に初めてアカデミー国際長編映画賞に映画を出品した。東南アジア国としてはフィリピン、シンガポール、タイ、インドネシア、ベトナムに続いて6番目となる参加であった。2022年度までに累計11作を出品しており、2013年度の『消えた画 クメール・ルージュの真実』のみがノミネートに至っている。

## 代表作
1956年よりAMPASは外国語映画賞を設置し、各国のその年最高の映画を招待している。外国語映画賞委員会はプロセスを監視し、すべての応募作品を評価する。その後、委員会は5つのノミネート作品を決定するために秘密投票を行う。以下はカンボジア代表作の一覧である。
| 年 （授賞式）   | 日本語題                                | 出品時の英題                | 原題                              | 監督                            | 結果       |
| --------------- | --------------------------------------- | --------------------------- | --------------------------------- | ------------------------------- | ---------- |
| 1994 （第67回） |                                         | Rice People                 | អ្នកស្រែ                             | リティ・パニュ                  | 落選       |
| 2012 （第85回） |                                         | Lost Loves                  | ឃ្លាតទៅសែនឆ្ងាយ                         | Chhay Bora                      | 落選       |
| 2013 （第86回） | 消えた画 クメール・ルージュの真実       | The Missing Picture         | L'image manquante                 | リティ・パニュ                  | ノミネート |
| 2015 （第88回） | シアター・プノンペン                    | The Last Reel               | ដុំហ្វីលចុងក្រោយ                         | ソト・クォーリーカー            | 落選       |
| 2016 （第89回） |                                         | Before the Fall             | មុនពេលបែកបាក់                          | イアン・ホワイト                | 落選       |
| 2017 （第90回） | 最初に父が殺された                      | First They Killed My Father |                                   | アンジェリーナ・ジョリー        | 落選       |
| 2018 （第91回） | 名前のない墓                            | Graves Without a Name       | ផ្នូរគ្មានឈ្មោះ (Les tombeaux sans noms) | リティ・パニュ                  | 落選       |
| 2019 （第92回） | In the Life of Music 音楽とともに生きて | In the Life of Music        | នៅក្នុងជីវិតតន្ត្រី។                      | ケイリー・ソー ソック・ウィサル | 落選       |
| 2020 （第93回） |                                         | Fathers                     | ដើម្បីកូន                             | ホイ・ヤレン                    | 落選       |
| 2021 （第94回） | ホワイト・ビルディング                  | White Building              | ប៊ូឌីញ ស                             | ニアン・カヴィッチ              | 落選       |
| 2022 （第95回） | ソウルに帰る                            | Return to Seoul             | Retour à Séoul                    | ダヴィ・シュー                  | 最終選考   |